# 감전의 이해
《감전의 이해》는 2019년 11월 22일에 방영한 《KBS 드라마 스페셜 2019》 시리즈 중 아홉 번째 작품이다.

## 줄거리
소설을 쓰려고 오래 다니던 영화 홍보회사를 그만둔 작가 지망생 남영은 7년을 사귄 남자친구 원재로부터 갑작스러운 이별 통보를 받는다. 그녀와 그녀가 만나게 된 남자들의 특별한 하루를 담은 드라마다.

## 등장 인물

### 주요 인물
- 주민경 : 고남영(30대 초반) 역
- 장인섭 : 김원재(30대 초반) 역 - 남영의 애인이자 직장 동료
- 윤지온 : 박강솔(20대 초반) 역 - 밴드 뿔테들 기타리스트
- 오륭 : 기정한(40대 초반) 역 - 전 베스트셀러 소설가

### 주변 인물
- 지헤라 : 임은별(20대 중반) 역 - 정한의 지인
- 도상우 : 정성욱(30대 중반) 역 - 은별의 지인

## 참고 사항
- 이호 감독은 《KBS 드라마 스페셜2019》에서 《렉카》와 《감전의 이해》 두 편을 연출했다.